# La Haye-du-Theil
La Haye-du-Theil è un comune francese di 261 abitanti situato nel dipartimento dell'Eure nella regione della Normandia.

## Società

### Evoluzione demografica
Abitanti censiti